# Suberites domuncula
Espèce
Synonymes
- Suberites latus Lambe, 1893

Sous-espèces de rang inférieur
- Suberites domuncula domuncula
- Suberites domuncula latus

Suberites domunculam est une espèce d'éponges de la famille des Suberitidae.

## Description
Suberites domunculam mesure jusqu’à 20cm et est de couleur jaune-orangé. Elle s'établit sur des coquilles habitées par des bernard l'ermite, qu’elle dissout peu à peu.

## Prédateur
Suberites domunculam est très toxique pour la plupart des spongivores car elle contient de la subéritine, une neurotoxine qui cause des hémorragies hémolytiques chez de nombreuses espèces de vertébrés.
Elles sont néanmoins consommées par les tortues imbriquées et la Dendrodoris limbata.